# 動乱 (漫画)
『動乱－DOHRAN－』（どうらん）は、松元桜（原作）・大賀浅木（作画）による少年漫画。
ネオ時代劇剣術バトルアクションと銘打ち『月刊少年ジャンプ』（集英社）にて連載されていた。同誌の休刊と共に連載終了となったが、作者によればこの終了までの内容は序章と位置付けられている。単行本は全4巻。

## あらすじ
時代は戦乱の世が終わった八魔都。徳河家保は大乱を終わらせ、笑顔が咲き誇る国を作ろうとしていたが、配下の死羽根十二将により御曹司共々暗殺され、彼らによる暗黒の世へと変わった。
10年後、死羽根十二将の1人・利人の領地に大道芸人を名乗る動乱が現れ…

## 登場人物

### 主要人物
動乱（どうらん）
さすらいの大道芸人。お調子者で、火を使った芸を得意とするが、実は暗殺されたと思われていた徳河家保の御曹司。左胸に痣を持つ。身長は180cm。
所持する羽根は、焔より創りし紅き剣（はね）、神刀　羽根剣之十三、『鳳凰紅蓮（ほうおうぐれん）』　属性［焔］。刀身に炎を纏い、切った物を焼き尽くす。虎兒との戦いの際に二刀流の『双翼鳳凰紅蓮（そうよくほうおうぐれん）』に、時村との戦いの際に『鳳凰紅蓮 暁（ほうおうぐれん あかつき）』に進化した。
桜崎杏奈（さくらざき　あんな）
薩魔の武士の娘。町で倒れていた動乱を助けたのが縁で、彼の助手をすることになった。父親を嫌悪していたが、後に和解。
服部伴蔵正也（はっとり　はんぞう）
徳河の忍軍の首領だった女性。女好き。10年前に死んだと思われていたが、実は死にかけていた動乱を保護していた。動乱を死羽根と戦えるように育てた師匠。
羽根は所持していないが、死羽根十二将と同等それ以上の力を持っているようだ。

### 死羽根十二将
上総　空（カズサ　カラ）
死羽根十二将の長にして江怒幕府将軍。神刀 羽根剣之一の所持者。36歳。10年前に仕えていた主君・徳川家保を殺害し、自らが国の統治者に成り代わった。恐怖と力で八魔都の国を支配している。普段は八魔都の中枢にある江怒城にて暮らしている。その羽根は今もなお進化し続けている。右頬に痣を持つ。身長は188cm。
所持する羽根は、？より創りし？剣（はね）、神刀　羽根剣之一、『？』　属性［？］。
黒衣（クロエ）
死羽根十二将の一人で神刀 羽根剣之二の所持者。49歳。元は徳河の軍師で、医呂刃の里出身の医者。神眼の黒衣の異名を持つ。十二将計画の立案者でもある。現在は蠑夷に幽閉の身。両眼に痣を持つ。身長は182cm。
所持する羽根は、？より創りし？剣（はね）、神刀　羽根剣之二、『？』　属性［？］。
由那（ユナ）
死羽根十二将の一人で、空の側近。神刀 羽根剣之三の所持者。23歳。元は尼草で神の子として戦の旗印にされていたところを空に救われ、以来空を神の如く崇拝している。両手甲に痣を持つ。身長は175cm。本人曰く「裏表のないまっすぐな性格」らしいが、おまけページで闘魔に「（目を）出して下さい」と発言するなど本性は腹黒いようだ。
所持する羽根は、？より創りし？剣（はね）、神刀　羽根剣之三、『？』　属性［？］。
柳生虎兒（やぎゅう とらじ）
安鬼に送り込まれた死羽根十二将の一人。32歳。元は動乱の守役で、功をあせった動乱の身代わりとして左腕を自らの手で切り落とし失った。現在は腕は義腕で、空に忠誠を誓っている。かつては永劫の平和、民の笑顔が咲き誇る国を作ると言う理想を、動乱と共に夢見ていた。左腕に痣を持つ。身長は185cm。
実は完全に空に服従したわけではなく、動乱を強くするためにわざと戦った。
所持する羽根は、氷河より創りし白き剣（はね）、神刀 羽根剣之四、『氷虎王閃（ひょうこおうせん）』　属性［氷］。この剣に触れたものは全て絶対零度の氷と化す。
聖邪（せいじゃ）
死羽根十二将の一人。神刀 羽根剣之五の所持者。56歳。元は忍軍頭領だったが、一賊の禁じた外法に手を出し子を殺めてしまったため隠遁していた。左手に痣を持つ。身長は190cm。
所持する羽根は、？より創りし？剣（はね）、神刀　羽根剣之五、『？』　属性［？］。
白蓮（びゃくれん）
死羽根十二将の一人。神刀 羽根剣之六の所持者。38歳。元徳河家御曹司の世話役の妖艶な美女。腹に痣を持つ。身長は172cm。
所持する羽根は、？より創りし？剣（はね）、神刀　羽根剣之六、『？』　属性［？］。
時村栄之進（ときむら えいのしん）
死羽根十二将の一人。34歳。学者のような男で、空と共に歩むためにはどんなことをも辞さない残酷で狡猾な性格。右足甲に痣を持つ。身長は175cm。
所持する羽根は、土より創りし？剣（はね）、神刀 羽根剣之七、『牛盤（ごばん）』　属性［土］。空中に広大な結界を張り、結界内の土から疑似生命体の人形を作り出すことができ、また発動に時間が掛かるが結界内に強力なエネルギー波を放つことができる。
暮葉（くれは）
鎖岐に送り込まれた死羽根十二将の一人。若い女性で、領民に慕われている。25歳。光明院という寺で孤児として暮らしていたが、徳河の兵に彼女以外を全員殺された過去を持つ。そのため、空に逆らって領民を皆殺しにされることを恐れている。左腿に痣を持つ。身長は168cm。
所持する羽根は、光より創りし銀の剣（はね）、神刀 羽根剣之八、『輪子（りんね）』　属性［光］。2つの円形の武器で、投げた後も操ることができる。また、剣そのものが光を発する。
流雲（りゅううん）
死羽根十二将の一人。29歳。長身の男で、動乱や闘魔を子供扱いしている。骨のような仮面を被っている。動乱の成長を見るために現れる。顔に痣を持つ。身長は198cm。
所持する羽根は、風より創りし白緑の剣（はね）、神刀 羽根剣之九、『猿刀（えんじん）』　属性［風］。風を常に纏い操り紙一重ではかわせない。剣（はね）の中で最も防御力の高い剣。
梛須部小歌（なすのべ こうた）
死羽根十二将の一人。神刀 羽根剣之九の所持者。25歳。弓武の名門、梛須部家の当主でもある弓使いの青年。右手首に痣を持つ。身長は164cm。
所持する羽根は、？より創りし？剣（はね）、神刀　羽根剣之十、『？』　属性［？］。
闘魔（とうま）
死羽根十二将の一人。16歳。「強い者が弱い者を制する」という信念に従って動乱と対立する。そのつき起こす信念には今無き友との誓いがある。背中に痣を持つ。身長は178cm。
所持する羽根は、雷より創りし金の剣（はね）、神刀 羽根剣之十一、『雷狗（らいこう）』　属性［雷］。両腕にナックルのように装着される。
上妻利人（あがつま りひと）
薩魔に送り込まれた死羽根十二将の一人。29歳。外国語混じりな女口調で喋り、反抗する者は容赦なく殺す。お金が何よりも好き。額に痣を持つ。身長は176cm。
所持する羽根は、影より創りし藍の剣（はね）、神刀 羽根剣之十二、『影蝮（かげまむし）』　属性［影］。あらゆる影を刃にして操ることができる。

### その他
桜崎継杏（さくらざき　けいあん）
薩魔の武士。死羽根の利人に忠誠を誓い、娘の杏奈に軽蔑されていたが、それは民を守るためだった。利人の羽根から動乱と杏奈の盾になり、死亡。
猪熊十蔵（いのくま　じゅうぞう）
奉行。奉行の立場を利用し民に重い年貢を課す。年貢の納められない家から代価として女を連れて行き、動乱と喧嘩別れした杏奈までも連れ去った。その後動乱の羽根・双翼鳳凰紅蓮によって殺害される。
吉岡充（よしおか　みつる）
全ての物が氷付けにされた安鬼で唯一足が凍るだけで済んだ人物。動乱と同い年の16歳で前髪を分け八の字眉毛が印象的。安鬼での場面以外にも父親を殺した闘魔に斬りかかる際に登場した人物が充である。意外と登場シーンが多いため見落とさないように要注意。
動鎮（どうちん）
動乱の大道芸の師匠（心の師匠）。元は一国一城の主だったが、徳河に降伏した。復讐の為の「殺す」ためだけの力を求めていた動乱に笑顔の大切さと「守る」強さを教える。

## 用語
神刀　羽根剣（しんとう　はねけん）
羽根とも言われる徳河家保が天より授かった神刀のこと。自然界の精霊を力を宿した最強の武器。普段は体の一部にある痣に封印され体内に宿している。追い込まれ這い上がることによって成長し進化するらしい。十二支をモチーフにしている。
授かった13本のうち12本を死羽根十二将に、あとの1本を息子に託した。
死羽根十二将（しにばねじゅうにしょう）
江怒幕府を支配している12人の武将。元は徳河家保に集った12人の剣士で、一振りで万の軍勢をなぎ払う神刀の力を駆使して長く続いた八魔都の戦乱に終止符を打った英雄達だったが、謀反により徳河家保を殺して政権を握り、圧政をひき暴虐の限りを尽くしている。空を中心とする3人は中央を治め、残りの死羽根衆は各々の国を治める。民の迫害する圧制をひくのが多いが、中には民の生活を守るために尽力する者もいる。死の羽根を生やした姿から死羽根と恐れられた。
八魔都（やまと）
水と緑の豊かな島国。長らく戦乱の世が続いたが徳河家保により平定され平和な時代が訪れると思われたが、配下の死羽根十二将の謀反により家保と嫡子は暗殺され、その真実は隠蔽されてしまい幕府を乗っ取った十二将により恐怖政治により治められている。その中枢の江怒城には死羽根十二将の力で侵入を防ぐための結界が張られている。
古堕神（ふるおつかみ）
八魔都を暗黒の世に陥れるいにしえの神。十三目の巨人で、羽根が力の源である。八魔都各地にある楔で封印されていたが、空によって封印を解かれた。

## 読み切り
『ゴー!ゴー!ジャンプ』2006年1月26日号に「DOHRAN」として掲載。

## 書誌情報
- 松元桜（原作）・大賀浅木（作画） 『動乱』 集英社、全4巻[1]

1. 「赤き羽動」2007年1月4日発売、ISBN 978-4-08-874310-3
2. 「孤高の焔」2007年1月4日発売、ISBN 978-4-08-874311-0
3. 「咲きし夢」2007年5月2日発売、ISBN 978-4-08-874361-5
4. 「想い繚乱」2007年9月4日発売、ISBN 978-4-08-874418-6